# Morfydd Clark
Morfydd Clark (17 maart 1989) is een Welsh televisie- en filmactrice.

## Carrière
Morfydd Clark werd geboren in Zweden en verhuisde met haar familie naar Penarth, Wales, toen ze twee jaar oud was. Clark studeerde aan het Drama Centre London waar ze ook afstudeerde. Ze begon haar carrière met kleine rollen op toneel en in series. Vervolgens ging ze ook in verscheidene films meespelen, maar haar doorbraak maakte Clark pas in 2020 met de horrorfilm Saint Maud. Ze werd voor haar rol in deze film genomineerd voor Beste Actrice bij de British Independent Film Award. Ze werd in 2019 gecast voor de rol van de jonge Galadriel in de Amazonproductie The Lord of the Rings: The Rings of Power.